# Союз потребительских обществ Азербайджана
Союз потребительских обществ Азербайджана (азерб. Azərbaycan İstehlak Cəmiyyətləri İttifaqı) — руководящий организационный и хозяйственный центр потребительской кооперации в период Азербайджанской Демократической Республики (АДР).

## История
Кооперативное движение в Азербайджане было начато с организации потребительских кооперативов рабочих в нефтепромысловых районах (Балаханы, Бибиэйбат). Первое потребительское общество было создано в Баку (1887), позже в Ханкенди (1899). В мае 1915 года 12 потребительских обществ (10 промыслово-заводского и 2 городского типа), объединившись создали Союз потребительских обществ под названием «Общество-кооперация операций по оптовым продажам». В середине декабря того же года число потребительских обществ в союзе возросло до 18. В декабре 1916 года в союзе присутствовало уже 48 вышеуказанных обществ. В июле 1917 года в связи с вступлением в союз Тифлисской и Эриванской губерний в следующем собрании представителей обществ название союза было изменено на «Союз потребительских обществ Каспия» (с центром управления в Баку).
К началу 1918 года в Баку уже осуществляло деятельность 287 потребительских обществ. Более половины из них (примерно 56 %) составляли потребительские общества сельского, 32 % — городского, а 10 % — промыслово-заводского типа. Революция в Российской империи привела к продовольственному кризису, который стал причиной роспуска этих обществ.

## «Союз» в период АДР
Переезд правительства АДР в сентябре 1918 года в Баку создало почву для начала восстановления обществ. 6 из восстановленных обществ были промыслово-заводского, 5 — сельского, а 8 — городского типа.
На первое января 1919 года акционерный капитал союза составлял 138 тысяч 574 манатов. Низкий акционерный капитал был связан со слабым развитием потребительской кооперации в течение 1918 года. Несмотря на это, уже 1 января 1920 года общий оборот союза составил 41 миллион 500 тысяч манатов. В первую очередь, было начато расширение промышленного потенциала, создание крепкой экономической опоры, независимой от конъюнктуры, расширено производство мыла, организована продукция смазочных масел, макаронной фабрики, новой типографии, а также в 1919 году куплены первый на Кавказе консервный завод и фабрика в Тенеке.
Союз также осуществлял деятельность вне потребительской сферы. Например, в конце 1918 — начале 1919 годов была открыта музыкальная студия, среднеобразовательное учреждение, а также амбулатория, предоставляющая населению медицинскую помощь по низким ценам. В данный период наблюдалось оживление и в издательской сфере. В первую очередь вместо журнала «Единение» («Birlik») стало выпускаться издание «Вестник прикаспийской кооперации» («Xəzəryani kooperasiya xəbərləri»), далее журнал «Трудовая жизнь» («Zəhmət həyatı»).
В 1919 году было опубликовано 5 номеров издания «Трудовая жизнь». На азербайджанском языке были изданы несколько книг и календарь.
С конца 1918 года также активизировалась работа учебного отдела союза. В целях восстановления деятельности кооперативных обществ в АДР, на работу, в основном, привлекались инструкторы-азербайджанцы. В феврале 1920 года на очередном собрании союз был переименован в «Азериттифаг» («Azərittifaq»).